# Christian Gottlieb Schmieder
Christian Gottlieb Schmieder (* 20. Dezember 1750 in Stuttgart; † 5. Juni 1827 in Karlsruhe) war Buchhändler und einer der bekanntesten deutschen Nachdrucker in der zweiten Hälfte des 18. Jahrhunderts.

## Leben
Christian Gottlieb Schmieder war Sohn Johann Jakob Schmieders, eines Kammerdieners des Herzogs Carl Eugen von Württemberg. Mit 20 Jahren zog er nach Karlsruhe, wo er als Faktor in einer Karlsruher Druckerei arbeitete, ehe er am 23. Juli 1771 Christina Katharina Wirsum (1746–1817), die Erbin einer Karlsruher Buchhandlung, heiratete.  Cotta hatte diese Buchhandlung gegründet, die er durch seinen Schwiegersohn Max Wirsum verwalten ließ, bis dieser 1750 starb. Spätestens nach seiner Heirat übernahm Schmieder die Cotta’sche Buchhandlung. Kurz darauf begann Schmieder auf dieser Grundlage einen Verlag aufzubauen und verlegte sein erstes Buch, welches jedoch noch kein Nachdruck war.
Nicht nur, dass dem jungen Verleger vermutlich das Kapital sowie eine Druckerei fehlten, sondern auch die damalige Buchmarktsituation veranlasste Schmieder im Jahre 1773 dazu, sich auf einen anderen Zweig des Buchhandels zu fokussieren. Die Auseinandersetzungen zwischen dem Reichsbuchhandel und den sächsischen Verlegern, die im kursächsischen Mandat von 1773 gipfelten, bildeten einen idealen Einstieg für den aufstrebenden Verleger aus dem süddeutschen Raum, um mit Nachdrucken Geld zu verdienen.
Seine „Sammlung der besten deutschen prosaischen Schriftsteller und Dichter“, die er 1774 mit einem kaiserliches Privileg zu drucken begann, löste bei den Originalverlegern und Autoren eine Welle von Klageschriften gegen den Nachdrucker aus, darunter Philipp Erasmus Reich und Georg Joachim Göschen, während seine Nachdrucke für einen wesentlich günstigeren Preis beim Publikum durchaus Zuspruch fanden.
Nach Jahrzehnten wechselhafter Konjunktur seines Unternehmens beendete Schmieder seine buchhändlerische Tätigkeit kurz nach 1808, ehe er eine Stelle als Ministerialkanzlist annahm. Christian Gottlieb Schmieder starb am 5. Juni 1827 im Alter von 77 Jahren.